# Backdraft
Backdraft (bra: Cortina de Fogo; prt: Mar de Chamas) é um filme de 1991 de ação e suspense, dirigido por Ron Howard e escrito por Gregory Widen. O filme é estrelado por Kurt Russell, William Baldwin, Scott Glenn, Jennifer Jason Leigh, Rebecca De Mornay, Donald Sutherland e Robert De Niro. Jason Gedrick e J. T. Walsh co-estrelam. A história é sobre bombeiros em Chicago na trilha de um incendiário em série que provoca incêndios com uma substância química ficcional, trychtichlorate.
O filme arrecadou $77868585 no mercado interno e 74,5 milhões de dólares americanos nos mercados estrangeiros, tornando-se o filme de maior bilheteria de todos os tempos sobre os bombeiros. Seu total mundial bruto é $152.368.585. O filme recebeu três indicações aos Prêmios Oscar.

## Sinopse
Os irmãos Stephen “Bull” McCaffrey (Kurt Russell) e Brian (William Baldwin) que são bombeiros, combatem incêndios inspirados por sua tradição familiar no departamento de bombeiros de Chicago. Mas eles travam uma guerra particular, tentando resolver problemas ligados ao passado. Quando acontecem vários incêndios criminosos na cidade, Brian se une ao investigador Donald “Shadow” Rimgale (Robert De Niro) para enfrentar um criminoso incendiário.

## Elenco
- Kurt Russell....Lt. Stephen "Bull" McCaffrey/Capt. Dennis McCaffery
- William Baldwin.... Brian McCaffery
- Robert De Niro....Inspector Donald "Shadow" Rimgale
- Scott Glenn....John "Axe" Adcox
- Jennifer Jason Leigh.... Jennifer Vaitkus
- Rebecca De Mornay.... Helen McCaffrey
- Donald Sutherland.... Ronald Bartel
- Jason Gedrick.... Tim Krizminski
- J. T. Walsh.... Alderman Martin Swayzak

## Produção
De acordo com o artigo na Entertainment Weekly, o cimento de Petronio Shoe Products foi usada para criar alguns dos efeitos do fogo. Industrial Light & Magic criou muitos dos efeitos visuais.

### Realismo
Profissionais de combate a incêndios têm notado que a maioria dos verdadeiros incêndios tem uma estrutura diferente do que é mostrado no filme por ter condições de fumaça que a visão obscura dentro do prédio quase completamente.

As imagens de bombeiros procura em filmes como Back Draft realmente não mostram o que é a pesquisa em um incêndio. Realismo no nosso caso, faria um filme muito ruim, porque o fato é que em quase todos os incêndios às condições de fumaça obscurecer completamente toda a visão.

"O filme ... chegou bem perto, às vezes, mas também sofreu com a mesma, tudo para deficiências comuns que qualquer apresentação visual foi obrigado a enfrentar (...) Fumaça, vapor e outros fatores diversos geralmente combinam para obscurecer quase tudo o que está acontecendo ".

Além disso, a investigação de incêndio profissionais têm rejeitado os métodos mostrados no filme como não científica, em particular, a representação do fogo como uma entidade viva.

## Recepção

### Recepção crítica
Backdraft recebeu uma recepção positiva da crítica. O filme atualmente ocupa a classificação 73% 'Fresh' no Rotten Tomatoes, com o consenso "não é particularmente profundo, mas Backdraft é um filme de ação forte, com excepcional efeitos especiais ".

### Bilheteria
O filme arrecadou $77868585 nos EUA (ranking 14 no box-office para 1991) e 74,5 milhões dólares nos mercados estrangeiros.

### Prêmios e indicações
O filme recebeu três nomeações ao Oscar, de melhor edição de som, melhores efeitos visuais e melhor mixagem de som - Gary Summers, Randy Thom, Gary Rydstrom e Glenn Williams. Ele também recebeu duas indicações no primeiro anual MTV Movie Awards.